# Таубес, Клиффорд
Клифорд Генри Таубес (англ. Clifford Henry Taubes; род. 1954, Рочестер, США) — американский математик, доктор философии с физики, профессор Гарвардского университета. Занимается математической физикой, в частности калибровочной теорией поля, дифференциальной геометрией и топологией.

## Биография
В 1975 году окончил Корнеллский университет, а затем провёл год в качестве аспиранта на факультете астрономии Принстонского университета. Оттуда перевёлся в аспирантуру факультета физики Гарвардского университета, которую закончил в 1980 году, получив научную степень доктора философии в области физики. Диссертация Таубеса была посвящена структуре статических евклидовых калибровочных полей (англ. The Structure of Static Euclidean Gauge Fields).
Первым достижением учёного, полученным ещё в 1978 году в аспирантуре, стало доказательство существования решений вихревых уравнений из модели Гинзбурга-Ландау для сверхпроводящих вихрей.
В 2009 вместе с Саймоном Дональдсоном был награждён премией Шао за потрясающий вклад в геометрию трёх- и четырёхмерного пространства (англ. for their many brilliant contributions to geometry in 3 and 4 dimensions).